# Pallamano Ambra
La Pallamano Ambra è una società di pallamano maschile di Poggio a Caiano, attiva a livello giovanile.

## Storia
La Pallamano Ambra nasce nel 1973. Il nome Ambra deriva dall'omonima villa medicea poggese, voluta da Lorenzo il Magnifico.
Dopo alcuni anni trascorsi fra le serie B e C, approda in serie A2 nella stagione 1995/96.
Ha militato in questa serie fino alla stagione 2006/07 in cui si è qualificata prima con quattro giornate d'anticipo guadagnandosi l'accesso diretto alla serie A1.
Nel 2011 all'ultima giornata la Pallamano Ambra vince e si aggiudica il passaggio nella massima categoria della pallamano il campionato ELITE per la prima volta nella sua storia. Nel suo primo campionato di massima serie riesce nell'obiettivo di salvarsi, classificandosi al 9º posto, e manca di poco i play off scudetto.

## Beach handball
Nel periodo estivo, la compagine poggese partecipa anche ai campionati di questa variante della pallamano. L'8 luglio 2007, sconfiggendo il Grosseto nella finale scudetto, la Pallamano Ambra si è laureata per la terza volta campione di Italia della disciplina, dopo i successi ottenuti nel 2004 e nel 2006.

## Palasport
Il campo di gioco della Pallamano Ambra è l'EstraForum di Prato, precedentemente noto come PalaPrato prima e come PalaConsiag poi fino al febbraio 2011.

Ha una capienza di 2.000 posti a sedere.

La gestione dell'impianto è a carico del comune di Prato.
Il palasport si trova in via di Maliseti a Prato. Nel palasport si sono tenuti i funerali del giocatore Alessio Bisori, morto suicida a Bologna il 3 giugno 2012